# Pegasus Airlines
Pegasus Airlines (turkiska: Pegasus Havayolları, egentligen Pegasus Hava Tasimaciligi AS) är ett flygbolag med huvudkontor i Istanbul i Turkiet. Flygbolaget har charterresor till Turkiet från norra och västra Europa och leasar planen från andra företag. Huvudbasen är Sabiha Gökçen internationella flygplats (SAW) i Istanbul, och en hub på Antalyas flygplats (AYT).

## Historia
Flygbolaget grundades den 1 december 1989 och startade verksamheten 15 april 1990. Flygbolaget ägdes av det irländska Aer Lingus, men såldes 1994 till Yapi Kredi Bank. Idag ägs bolaget av Esas Holdings (85%) och Silkar (15%).
Pegasus Airlines är ett av de största charterbolagen i Turkiet med en passagerarkapacitet på mer än 4 miljoner passagerare varje år.

## Destinationer

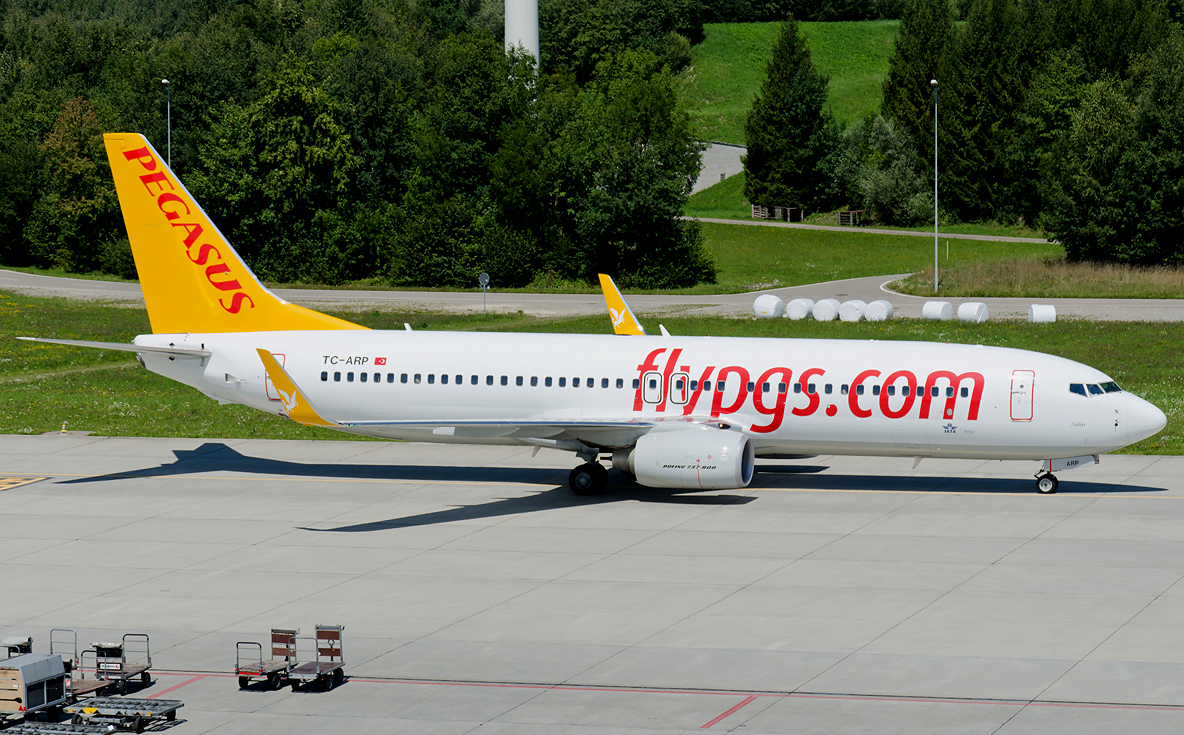
Ett Pegasus Airlines Boeing 737-800.

Destinationer enligt flypgs.com i januari 2007.

### Europa
- England: London
- Nordcypern: Nicosia
- Nederlanderna: Amsterdam
- Schweiz: Zürich
- Turkiet: Adana, Ankara, Antalya, Bodrum, Diyarbakır, Erzurum, Gaziantep, Istanbul, Izmir, Kayseri, Malatya, Mardin, Samsun, Trabzon, Van, Edremit
- Tyskland: Berlin, Düsseldorf, Frankfurt, Hamburg, Hannover, Leipzig, Lübeck, Münster, München, Nürnberg, Stuttgart
- Österrike: Wien
- Sverige: Stockholm Arlanda Airport, Göteborg Landvetter flygplats, Norrköpings flygplats
- Danmark: Köpenhamns flygplats , Billund flygplats
- Norge: Oslo flygplats
- Finland: Helsingfors Vanda flygplats

### Asien
- Iran: Teheran, Tabriz
- Georgien: Tbilisi
- Irak: Baghdad, Erbil
- Kazakstan: Astana

## Flotta
Pegasus Airlines består av följande flotta (i augusti 2006)
- 12 Boeing 737-800 (plus 6 beställda)
- 2 Boeing 737-400
- 2 Boeing 737-500

| Flygplan       | Antal | Passagerare | Order | Övrigt |
| -------------- | ----- | ----------- | ----- | ------ |
| Boeing 737-400 | 2     | 131         |       |        |
| Boeing 737-500 | 3     | 170         |       |        |
| Boeing 737-800 | 22    | 189         | 20    |        |

## Codeshare
Pegasus Airlines har Codeshare med det turkiska flygbolaget IZair